# Suidakra
Suidakra, stylisé SuidAkrA, est un groupe de folk metal et death metal mélodique allemand, originaire de Düsseldorf, en Rhénanie-du-Nord-Westphalie. Il est à l'origine formé en 1994 sous le nom de Gloryfication. Après un changement de nom la même année, le groupe publie son premier album, Lupine-essence. Vers la fin de l'année 1997, le groupe signe un contrat avec le label Last Episode qui leur permet de retourner en studio en décembre 1997, et publier l'année d'après leur deuxième album, Auld Lang Syne.

## Biographie

### Débuts et premiers albums (1994-2000)
Suidakra est formé en 1994 par le guitariste Arkadius Antonik et le batteur Stefan Möller sous le nom de Gloryfication. Le groupe enregistre deux démos (XIII en 1994 et Dawn en 1995). C'est durant l'année 1994 que le groupe change son nom pour SuidAkrA, qui est l'anagramme d'Arkadius. 
En juin 1997 le groupe sort son premier album, Lupine-essence. Cet album est enregistré en avril 1997 dans les Jam Studios de Leverkusen. Vers la fin de l'année 1997, le groupe signe un contrat avec le label Last Episode qui leur permet de retourner en studio en décembre 1997. Leur deuxième album Auld Lang Syne est publié le 6 avril 1998. Deux autres albums verront le jour : Lays From Afar le 4 décembre 1999 et The Arcanum le 4 septembre 2000. 

### DeEmprise to AvalonàCaledonia(2002-2009)

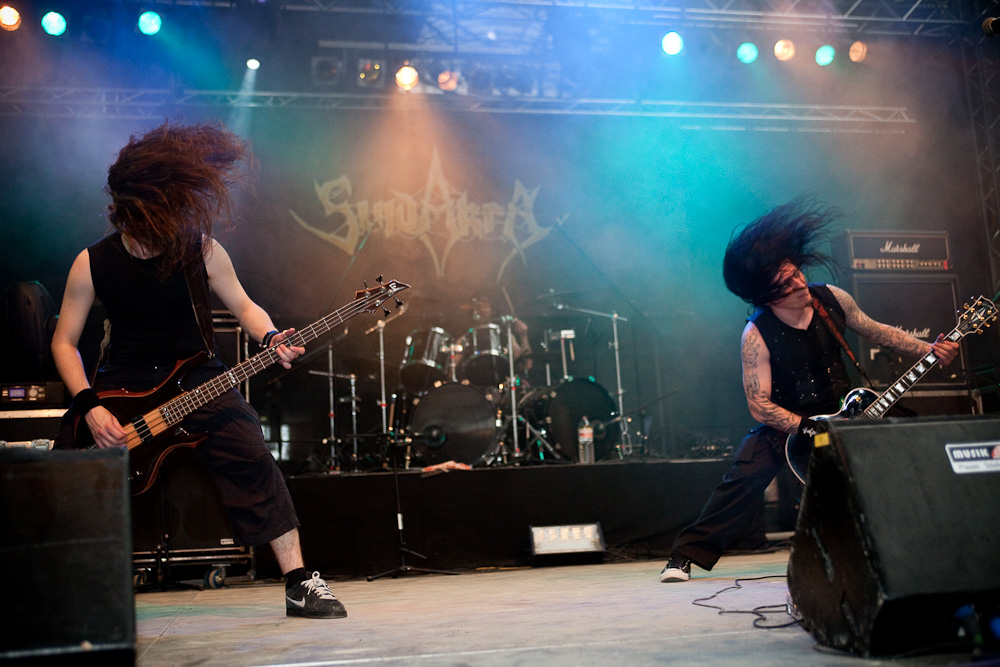
Suidakra au Ragnarök-Festival de 2010.

Suidakra change de label et signe avec Century Media Records. Ce dernier leur permet de sortir leur cinquième album Emprise to Avalon, le 26 juillet 2002. Celui-ci sera suivi par Signs For the Fallen en 2003. C'est à partir de ce moment-là qu'on notera un changement dans le style du groupe, ce dernier réduisant les éléments folk et accentuant un peu plus leur style de death metal mélodique. Le groupe change à nouveau de contrat et signe avec Armageddon Music. Il publiera alors Command to Charge en 2005, et Caledonia en 2006. En avril 2008, le groupe publie son DVD 13 Years of Celtic Wartunes qui comprend des enregistrements de leurs apparitions au Kielowatt Festival et au Wacken Open Air 2007 ainsi qu'un best-of.

### Crógacht(2009–2010)

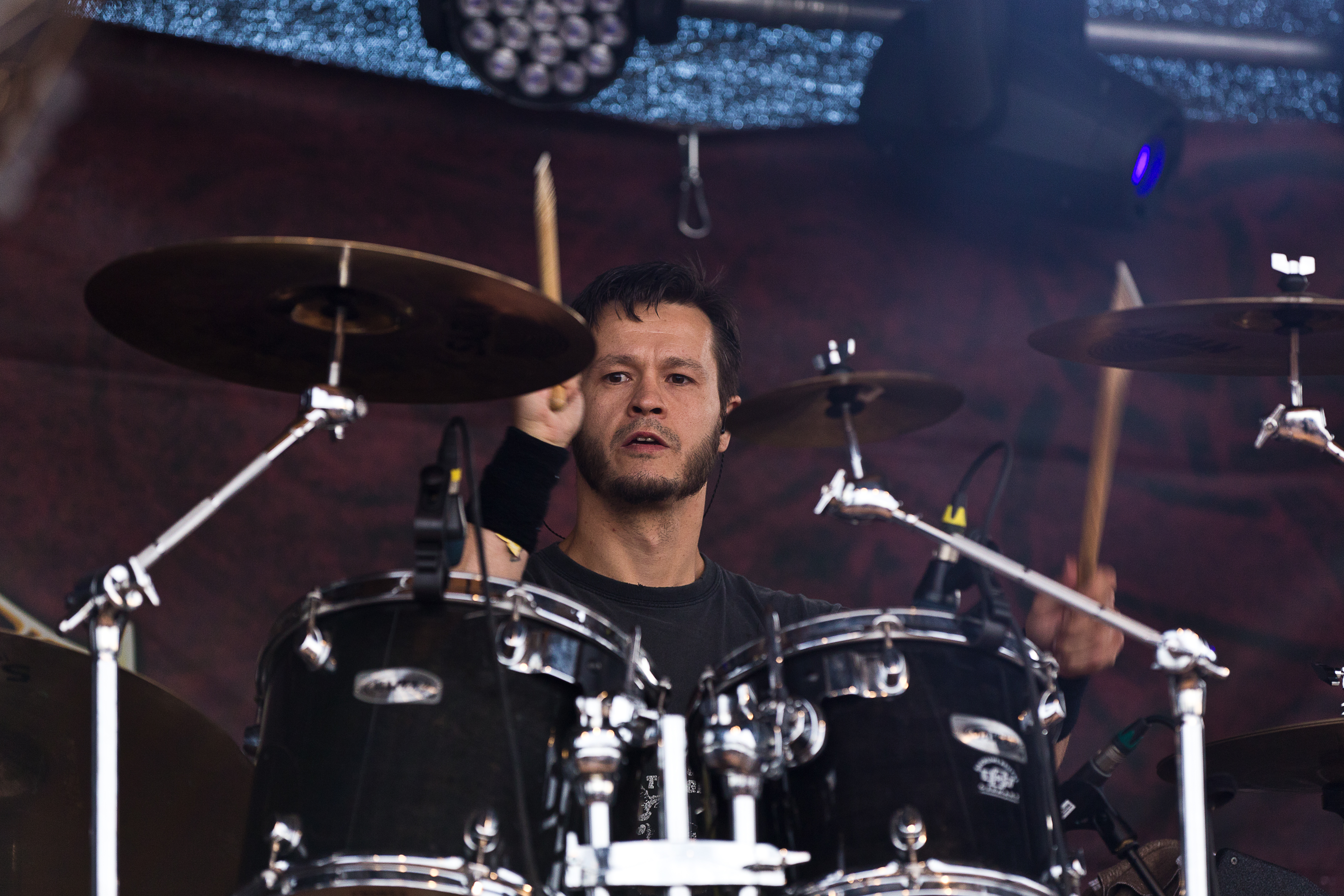
Lars Wehner au Rockharz de 2015.

L'album Crógacht, sorti en 2009, est publié sous le label Wacken Records, autre nouveau label du groupe. Crógacht est un album-concept orienté death metal et Irish folk, qui fait usage d'instruments tels que le banjo et le tin whistle,. Le style de l'album est également agressif. En mars 2009, le groupe tourne aux États-Unis et au Canada. Sebastian Hintz devient leur guitariste à plein temps. En juin 2009, le groupe entame une brève tournée en Chine,. En automne 2009, les deux guitaristes Antonik et Hintz signent un partenariat avec la société Gibson.
Au printemps, en été et à l'automne 2010, ils participent à de nombreux concerts, tournées et festivals en Espagne, au Portugal, en Amérique du Nord, en France, la Suisse et en Turquie. Ils jouent aussi avec Orphaned Land au Ragnarök-Festival. En juillet 2010, ils annoncent un nouvel album intitulé Book of Dowth.

### Book of DowthetEternal Defiance(depuis 2011)
Suidakra signe un contrat avec AFM Records en 2011. En 2012, Marcus se sépare du groupe, et est remplacé par Tim Siebrecht. Leur nouveau label, AFM, leur permet de publier Book of Dowth en 2011, et Eternal Defiance en 2013. À la suite de ce dernier, le groupe part en tournée en Inde en 2014. Il devient alors le premier groupe de metal à avoir fait une tournée dans 6 villes différentes du pays. Cet événement est alors relayé par les médias, en particulier la chaîne ZDF qui lui consacre un documentaire intitulé Aspekte. 
Le 20 mai 2016, le groupe publie Realms of Odoric. 

## Membres

### Membres actuels
- Arkadius « Akki » Antonik - chant, guitare (depuis 1994), synthétiseur (depuis 2000)
- Lars Wehner - batterie (depuis 2001)
- Marius « Jussi » Pesch - guitare, chœurs (depuis 2012)
- Jan Jansohn - basse (depuis 2016)

### Anciens membres
- Sebastian Hintz - guitare, chant clair (2009–2010)
- Stefan Möller - batterie, chant (1994–2000)
- Daniela Voigt - claviers, chant (1994–2000)
- Christoph Zacharowski - basse (1994–1998)
- F.T. - basse (1999–2001)
- Nils Bross - basse (1998–1999)
- Marcus Riewaldt - basse, chœurs (2002–2012)
- Marcel Schoenen - guitare, chant clair (1994–2000, 2005–2007)

## Discographie

### EPs
- 1995 : Dawn (Auto-production)

1. Sadness
2. Hate to Love
3. Dawn
4. Temple of Sadness
5. Funeral of The Beauty
6. Internal Epidemic
7. Sorrowful Season

- 2013 : The Eternal Chronicles (AFM Records)

1. Beneath The Red Eagle
2. Inner Sanctum
3. Balor
4. Stone of The Seven Suns
5. Let Me Put My Love Into You (AC/DC cover)
6. Pendragon's Fall (live)
7. Ramble (demo version)

### Compilations
- 2008 : 13 Years of Celtic Wartunes (SPV GmbH)Disc 1 (DVD)

Live at Wacken
1. Darkane Times
2. Gates of Nevermore
3. Forth-Clyde
4. Pendragon's Fall
5. The One Piece Fall
6. Dead Man's Reel
7. The IXth Legion
8. Wartunes
9. The One Piece Puzzle
10. When Eternity Echoes
11. Rise of Taliesin
12. Whiskey in The Jar
13. Medley: Dinas Emrys - Peregrin - Serenade to a Dream - Fall of Tara
14. Wish You Were Here
15. The Ember Deid (Part II)
16. A Vision's Demise
17. A Runic Rhyme
18. An Dùdlachd
19. Johnny B

Bonus
1. Interviews at Wacken with friends and fans
2. The IXth Legion video clip
3. Forth-Clyde video clip

Disc 2 (Best of CD)
1. Heresy
2. Sheltering Dreams
3. A Menhirs Clay
4. An Dùdlacht
5. Morrigan
6. Lays From Afar
7. The Arcane Spell
8. Wartunes
9. Rise of Taliesin
10. Intro
11. Darkane Times
12. Still The Pipes Are Calling
13. Signs For The Fallen
14. A Vision's Demise
15. Reap The Storm
16. Dead Man's Reel
17. Highland Hills